# Ellucana longicauda
Ellucana longicauda är en kräftdjursart som beskrevs av Sewell 1940. Ellucana longicauda ingår i släktet Ellucana och familjen Canuellidae. Inga underarter finns listade i Catalogue of Life.